# L'arte di cavarsela
L'arte di cavarsela (The Art of Getting By) è un film del 2011 diretto da Gavin Wiesen.
Wiesen, all'esordio nella regia di un lungometraggio, è anche autore della sceneggiatura della pellicola con protagonisti Freddie Highmore, Emma Roberts, Michael Angarano, Elizabeth Reaser, Sam Robards, Rita Wilson e Blair Underwood.

## Trama
George è un adolescente di New York che sta vivendo una fase particolare della sua esistenza: partendo dall'assioma che l'uomo è comunque mortale, ritiene che i compiti e l'impegno profuso a scuola siano degli inutili passatempi, essendo tutte cose che occupano solo un tempo limitato della vita. Soltanto il suo grande talento nell'arte, che esprime scarabocchiando qualcosa appena può, riesce a smuoverlo un poco da questo suo torpore.
Mentre l'anno scolastico volge ormai al termine, George è riuscito ad arrivare quasi alla fine senza aver mai veramente studiato; persino durante le lezioni d'arte, l'unica materia che gli dovrebbe interessare, si dimostra assente e svogliato. A pochi mesi dal diploma, trascorre la maggior parte del tempo da solo, e spesso si allontana dall'istituto, rischiando più volte l'espulsione. Non gli interessa nulla del suo futuro: né cercare un college dove iscriversi successivamente, né farsi degli amici, né tantomeno trovarsi una ragazza.
Un giorno, impulsivamente, si addossa la colpa di una sigaretta fumata sul tetto della scuola, difendendo così la ragazza più carina della classe, Sally, popolare e di ricca famiglia. Per ricambiare il suo gesto, la ragazza inizia a frequentarlo e lo introduce nel suo giro di amicizie, aprendo a George le porte di una vita estremamente mondana, fatta di feste, visite ai musei e passeggiate oziose per la grande mela.

## Produzione
L'ultimo giorno di riprese è stato il 23 aprile 2010, a New York.

## Distribuzione
Il film è stato presentato in anteprima, con il titolo Homework, al Sundance Film Festival 2011 nella sezione competitiva statunitense.
È stato distribuito nelle sale cinematografiche italiane il 5 agosto 2011.